# Quinhagak
Quinhagak (Kuinerraq en Yupik) est une ville d'Alaska aux États-Unis dans la Région de recensement de Bethel dont la population était de 669 habitants en 2010.

## Situation - climat
Elle est située sur la rivière Kanektok, sur la rive est de la baie Kuskokwim, à moins de 2 km de la mer de Béring, à 121 km au sud-ouest de Bethel.
Les températures moyennes sont de 5 °C à 14 °C en été et de −14 °C à −4 °C en hiver. Des températures extrêmes y ont été relevées de 28 °C en été et de −37 °C en hiver.

## Histoire
Le nom Yupik du village signifie près du cours de la rivière. Il existe une communauté à cet endroit depuis 1 000 ans av. J.-C. C'est le premier village du bassin aval de la rivière Kuskokwim à avoir eu des contacts avec les européens : dès 1826 le village avait été référencé par Gavril Sarichev. Après l'achat de l'Alaska par les États-Unis en 1867, la Compagnie Commerciale de l'Alaska avait pris l'habitude d'envoyer des bateaux à Quinhagak afin de ravitailler les comptoirs commerciaux le long de la rivière Kuskokwim.
En 1893 une mission des Frères moraves y a été construite. Un magasin attenant a ouvert en 1904 ainsi que la poste en 1905 et l'école en 1909. Entre 1906 et 1909, environ 2000 caribous y ont été acclimatés, ils étaient élevés par les autochtones, mais la harde a disparu aux environs de 1950.
En 1915, la rivière Kuskokwim a été aménagée ce qui a entraîné un déplacement du débarquement des denrées commerciales directement à Bethel. Le premier avion postal a atterri en 1934.

## Activités locales
La plupart des habitants travaillent dans les instances administratives locales ainsi qu'à l'école ou dans la pêche commerciale. Toutefois, il y perdure des activités artisanales, comme la sculpture de l'ivoire, le travail du cuir, ainsi que quelques activités de subsistance comme la pêche du saumon et la chasse alimentaire des phoques.

## Démographie
| 1880 | 1890 | 1900 | 1910 | 1920 | 1930 | 1940 | 1950 |
| ---- | ---- | ---- | ---- | ---- | ---- | ---- | ---- |
| 83   | 109  | 201  | 111  | 193  | 230  | 224  | 194  |

| 1960 | 1970 | 1980 | 1990 | 2000 | 2010 | - | - |
| ---- | ---- | ---- | ---- | ---- | ---- | - | - |
| 228  | 340  | 412  | 501  | 555  | 669  | - | - |

## Sources et références
- (en) CIS

- (en) Cet article est partiellement ou en totalité issu de l’article de Wikipédia en anglais intitulé « Quinhagak, Alaska » (voir la liste des auteurs).

1. ↑  « Statistiques des États-Unis - Alaska - Profils des communautés de 2010 » (consulté en novembre 2020)